# Hermann Moedebeck

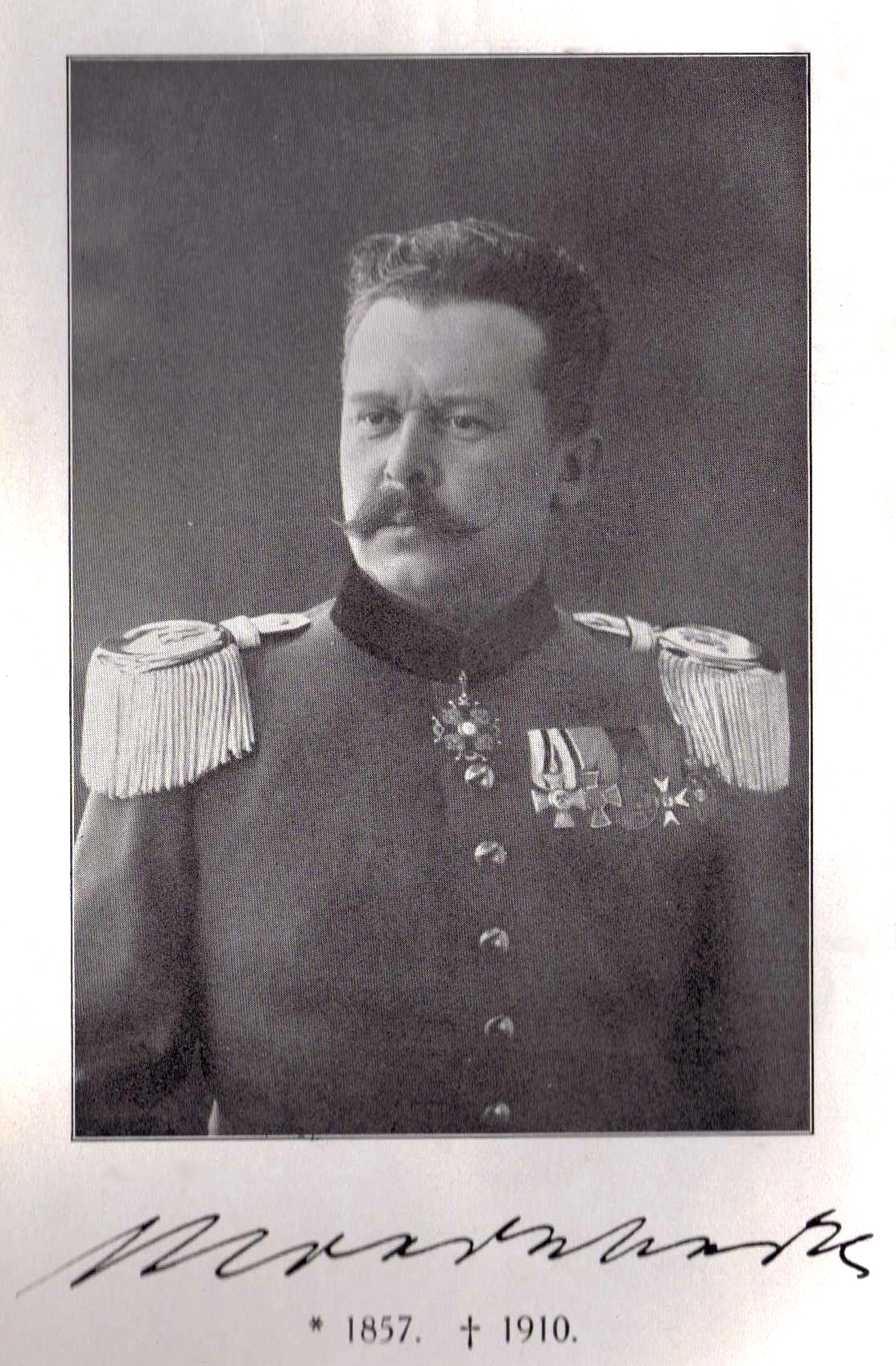
Hermann Moedebeck

Hermann Wilhelm Ludwig Moedebeck (* 10. Juni 1857 in Berlin; † 1. März 1910 ebenda) war ein deutscher Offizier. Er zählt zu den führenden Persönlichkeiten in der Entwicklung der Luftschifffahrt und begleitete die gesamte Entwicklung der Luftfahrt publizistisch.

## Leben

### Ausbildung und militärische Karriere
Hermann Moedebeck stammte aus einer westfälischen Familie. Er besuchte das Wilhelmsgymnasium in Berlin und trat 1877 als Fahnenjunker in das Schlesischen Fußartillerie-Regiment Nr. 6 der Preußischen Armee in Neiße. Nach dem Besuch der Artillerieschule in Charlottenburg wurde Moedebeck 1883 zur Kriegsschule Spandau abkommandiert.

### Förderer der Luftfahrtentwicklung
1883 begann er seine luftfahrerische Laufbahn, als er als junger Artillerieleutnant dem 1882 gegründeten Verein zur Förderung der Luftschifffahrt beitrat, in dessen Vorstand er schon 1884 gewählt wurde. Von 1884 bis 1890 dauerte Moedebecks Kommandierung als Sekondeleutnant zur Luftschifferabteilung des Ballondetachments am Alten Berliner Ostbahnhof, was sein weiteres Wirken maßgeblich beeinflusste. 1886 erschien das erste Buch Moedebecks, das Handbuch der Luftschiffahrt mit besonderer Berücksichtigung ihrer militairischen Verwendung. Das Buch ist eine umfassende Darstellung der Luft(schiff)fahrt. Moedebeck wurde mit zahlreichen Veröffentlichungen zur deutschen Kapazität auf dem Gebiet der Luftschifffahrt. Sein Taschenbuch zum praktischen Gebrauch für Flugtechniker und Luftschiffer erschien bis 1923 in vier Auflagen und in Übersetzungen.

### Beruflicher Werdegang
Im Militär folgten mehrere Dienststellungen bei der Artillerie, darunter 1890 in Thorn, 1892 in Köln und 1893 auf der Festung Ehrenbreitstein. 1896 wurde er nach Straßburg versetzt, wo er gemeinsam mit dem Meteorologen Hugo Hergesell den Oberrheinischen Verein für Luftschifffahrt gründete. Moedebeck wurde auch Mitglied der Internationalen Kommission für wissenschaftliche Luftfahrt. Aus den Illustrierten Mitteilungen, die seit 1897 in Straßburg erschienen, gingen 1898 die von Moedebeck redigierten Illustrierten Aeronautischen Mitteilungen und 1909 die Deutsche Zeitschrift für Luftschiffahrt hervor. Im Jahr 1900 wurde er Artillerieoffizier vom Platz in Swinemünde, ein Jahr später Major beim Stab des Fußartillerieregiments in Neiße und 1903 Artillerieoffizier vom Platz in Graudenz. 1907 nahm Moedebeck als Oberstleutnant seinen Abschied, um sich ganz dem Aufbau der deutschen Luftschifffahrt zu widmen. 1902 wurde er Mitbegründer des Deutschen Luftschifferverbandes (DLV), und 1905 nahm er an der Gründung der Fédération Aéronautique Internationale teil.

### „Vater“ der Luftfahrtkartografie
Moedebeck war 1888 der Erste, der auf die Notwendigkeit besonderen Kartenmaterials für Luftfahrer hinwies. Er schlug vor, Karten mit leicht lesbaren Höhenzahlen zu drucken und landschaftliche Orientierungspunkte klar hervorzuheben. So war es nur folgerichtig, als die Fédération Aéronautique Internationale 1907 gerade ihn damit beauftragte, eine Internationale Kommission für Aeronautische Landkarten zu bilden und deren Mitglieder selbst auszuwählen. Moedebeck ging die Aufgabe energisch an und veröffentlichte schon 1908 Vorschläge für einen Signaturenschlüssel. Er hielt vor allem drei Gruppen von Signaturen für wichtig: Orientierungssignaturen für Leuchttürme, Industrieanlagen, Bahnhöfe usw., Sicherheitssignaturen für Hochspannungsleitungen, Sumpfgebiete, besonders windarme Gebiete u. ä. sowie Signaturen bezüglich Hilfeleistungen für Gasanstalten, aerologische Observatorien oder den Sitz von Luftfahrtvereinen.

### Privater Lebensweg
Moedebeck war seit 1889 mit Else, geborene von Mandel, verheiratet. Am 1. März 1910 verstarb Moedebeck im Alter von nicht einmal 53 Jahren in Berlin und wurde unter großer Anteilnahme von militärischen und sportlichen Mitstreitern zu Grabe getragen.

## Schriften (Auswahl)
- Handbuch der Luftschiffahrt mit besonderer Berücksichtigung ihrer militärischen Verwendung. 1886.
- Taschenbuch zum praktischen Gebrauch für Flugtechniker und Luftschiffer. 1895/1904/1911/1923.

Das Moedebeckarchiv befindet sich im Verkehrsmuseum Dresden.